# Sävedalens kyrka
Sävedalens kyrka är en kyrkobyggnad i samhället Sävedalen i Partille kommun. Den tillhör Sävedalens församling i Göteborgs stift.

## Kyrkobyggnaden
Sävedalens kyrka uppfördes efter ritningar av Axel Forssén och invigdes 1959. Byggnaden består av långhus med kor och absid i öster. I söder finns en sakristia och vid långhusets nordvästra sida finns ett torn. Byggnaden har en stomme av betong som är klädd med rött fasadtegel. Alla tak är klädda med skiffer. Senare tillkom expeditionsutrymmen i samma stil.
I kyrkorummets främre del och i koret är golvet belagt med klinkers, medan golvet i kyrkorummets bakre del är belagt med linoleummatta. Interiören är vitkalkad. 

## Inventarier
- Dopfunten av sandsten är utförd 1959 av bildhuggare Erling Valldeby efter ritningar av Axel Forssén.
- Altaret är i svart marmor på en tegelpelare.
- Korprydnaden bakom altaret är en röllakansvävnad utförd 1959 av Sofia Widén.
- En tavla målad av Einar Forseth finns ovanför dopaltaret.
- Altarkors, ljusstakar, vaser samt nattvardskärl är utförda efter ritningar av Tore Eldh.
- En blå kormatta är tillverkad av Vävkammaren Christina Westman.

### Orglar
- Orgeln är byggd av Hammarbergs Orgelbyggeri AB och invigd 1962.
- En kororgel är tillverkad av A. Magnusson Orgelbyggeri AB och levererad 1984.